# ГЕС Нсеке
ГЕС Нсеке — гідроелектростанція на південному сході Демократичної Республіки Конго за 45 км на північ від центру гірничорудної промисловості Колвезі. Розташована після ГЕС Нзіло, становить нижній ступінь каскаду на Луалабі (верхня течія однієї з найбільших річок світу Конго).
Спорудження станції відбувалось в період бельгійського колоніального панування, а сама вона носила назву Le Marinel. В межах проекту річку перекрили кам'яно-накидною греблею з глиняним ядром висотою 70 метрів та довжиною 210 метрів, на спорудження якої пішло 0,8 млн м3 матеріалу. Вона утворила доволі невелике водосховище з площею поверхні 3,3 км2 та об'ємом 65 млн м3 (можливо відзначити, що накопичення ресурсу для регулювання коливань стоку та забезпечення стабільної роботи всього каскаду здійснюється сховищем згаданої вище ГЕС Нзіло).
Від сховища проклали дериваційний тунель довжиною 2,5 км та площею перетину 42 м2, що прямує через лівобережний масив, котрий відділяє долину Луалаби від невеличкої річки Секе (впадає справа у Луфупу, що в свою чергу є лівою притокою Луалаби). Тунель переходить спершу у дві напірні галереї, а потім у чотири водоводи, які подають ресурс до машинного залу.
Основне обладнання станції становлять чотири турбіни типу Френсіс потужністю по 65 МВт, які при напорі 185 метрів повинні забезпечувати виробництво 1430 млн кВт-год електроенергії на рік.
Відпрацьована вода відводиться у Секе, причому русло річки поглибили протягом 1,5 км, що дало приріст напору на два десятки метрів.
Видача продукції відбувається по ЛЕП, розрахованій на роботу під напругою 220 кВ.